# Taira no Tokiko
Taira no Tokiko est un nom japonais traditionnel ; le nom de famille (ou le nom d'école), Taira, précède donc le prénom (ou le nom d'artiste).
Taira no Tokiko (平 時子, 1126–1185) est l'épouse de Taira no Kiyomori, la mère de Taira no Tokuko et la grand-mère de l'empereur Antoku. Nom bouddhiste - Nii no Ama 二位尼. Selon le Heike monogatari, Taira no Tokiko se noie au cours de la bataille de Dan-no-ura avec l'empereur Antoku encore enfant et l'épée sacrée, c'est-à-dire l'un des trésors sacrés du Japon.